# Imbabura (Vulkan)
Der Imbabura ist ein komplexer Vulkan in den ecuadorianischen Anden. Er liegt in der gleichnamigen Provinz Imbabura ca. 10 km von deren Hauptstadt Ibarra und 6 km von Otavalo entfernt. Der Vulkan hat einen Nord-Süd-Durchschnitt von 16 km und eine Ost-West-Ausdehnung von 14 km. Der mit 4609 m höchste Krater des Imbabura ist seit Jahrtausenden inaktiv. Er wird auch als Taita Imbabura (taita: Kichwa für Vater) bezeichnet und gilt in der Mythologie der indigenen Bevölkerung als heilig, was dadurch gefördert worden sein mag, dass der Gipfel des Imbabura fast immer von Wolken bedeckt ist und nur manchmal kurz (meist nach Sonnenaufgang oder kurz vor Sonnenuntergang) mit freiem Gipfel zu sehen ist. Neben dem Hauptkrater hat der Imbabura weitere Krater wie den Azaya oder Huarmi Imbabura (huarmi:Kichwa für Frau) im Westen (3926 m) und den Artezón (4030 m) im Norden.
Am westlichen Fuße des Imbabura liegt der See Lago San Pablo, dessen Wasser über den Peguche-Wasserfall abfließt.

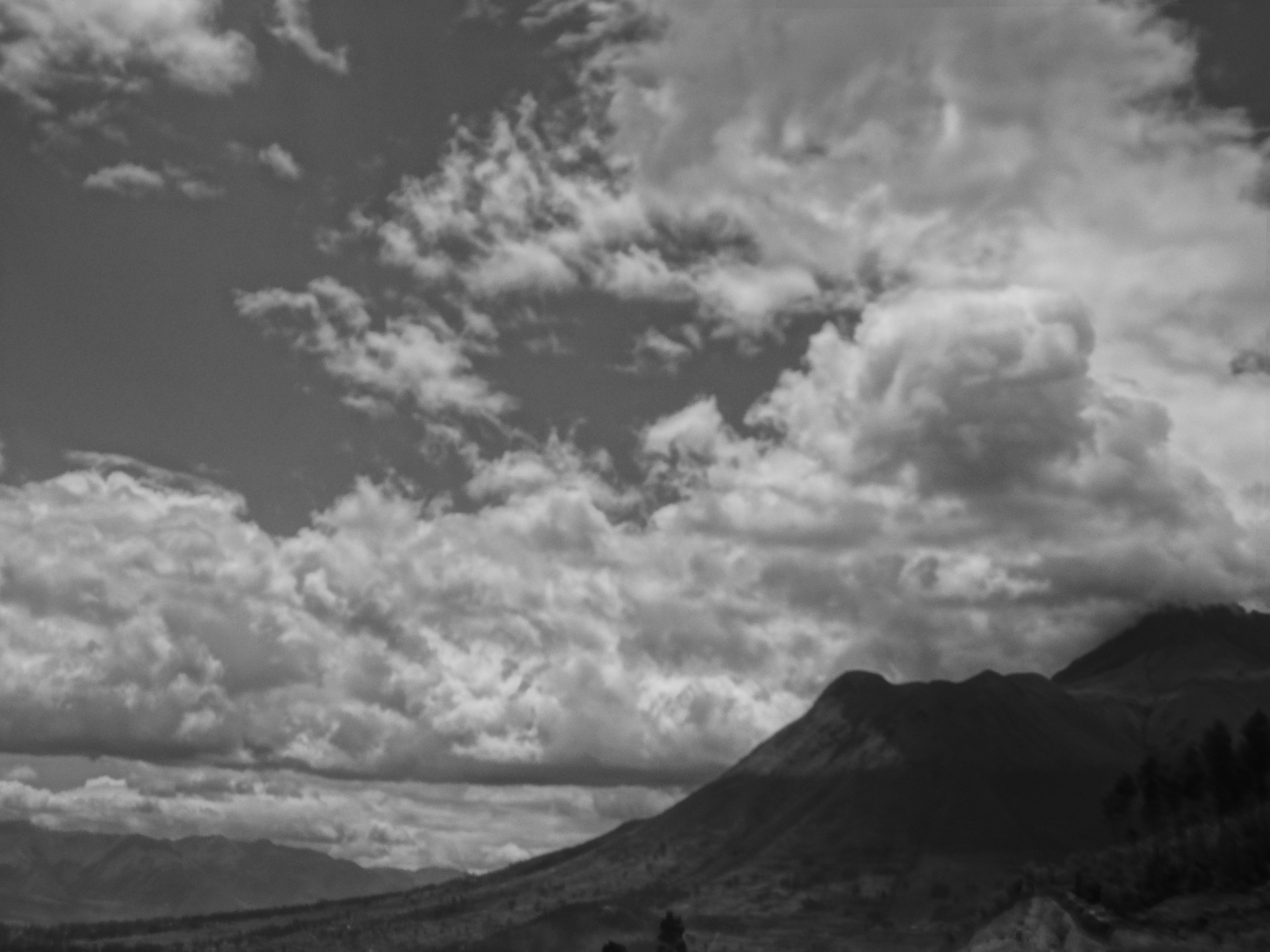
Imbabura (Vulkan)